# Burg Stromberg

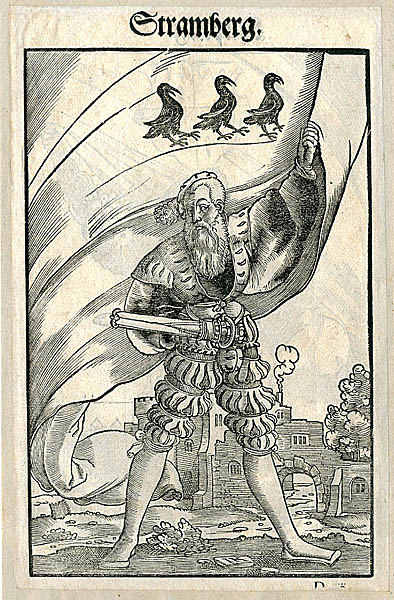
Fahnenträger mit den drei Raben von der Burg Stramberg, gemeint ist Stromberg, 1545

Burg Stromberg ist die Ruine einer Höhenburg im Ortsteil Stromberg der Stadt Oelde im Kreis Warendorf in Nordrhein-Westfalen.

## Geschichte
Den Legenden nach geht die Burg Stromberg in Westfalen auf eine Gründung Karls des Großen um das Jahr 800 zurück, welcher einige Klöster in der Nähe gründete (Liesborn, Herzfeld) und zu deren Schutz einige Burgen errichten ließ.
Die erstmalige urkundliche Erwähnung der Burggrafen von Stromberg erfolgte im Jahre 1177.
In einer Urkunde des münsterschen Bischofs Hermann tauchen Burggraf Othalrich und seine Frau Gisla auf. In dieser Urkunde wird – nach dem Tode ihres Sohnes Gottfried I. – die Burg Stromberg ihren Enkeln, den Kindern ihrer Tochter Gisla, Hermann II. und Heinrich I., zu Lehen gegeben. Die Burg Stromberg gehörte dem Bischof von Münster und diente dem Schutz der Grenzen des Bistums Münster nach Südosten.
Vom Jahr 1177 bis 1463 wurde die Burg Stromberg von den Burggrafen von Stromberg aus dem Geschlecht der Rüdenberger geführt.
Ab dem Jahre 1463 (mit dem Aussterben der Burggrafen von Stromberg) fiel die Burg Stromberg wieder dem Bischof von Münster zu.
1344 wurde im Inneren der Burg die gotische Kreuzkirche geweiht, in der das Heilige Kreuz von Stromberg verehrt wird.
Die Burg Stromberg wurde Sitz des Amtes Stromberg. Ab dem Jahre 1780 wurde die Burg Stromberg auf Befehl des Kurfürsten und Bischofs Maximilian Franz abgebrochen. Heute zeugen noch mächtige Ruinen von der Burg.

## Die Burg

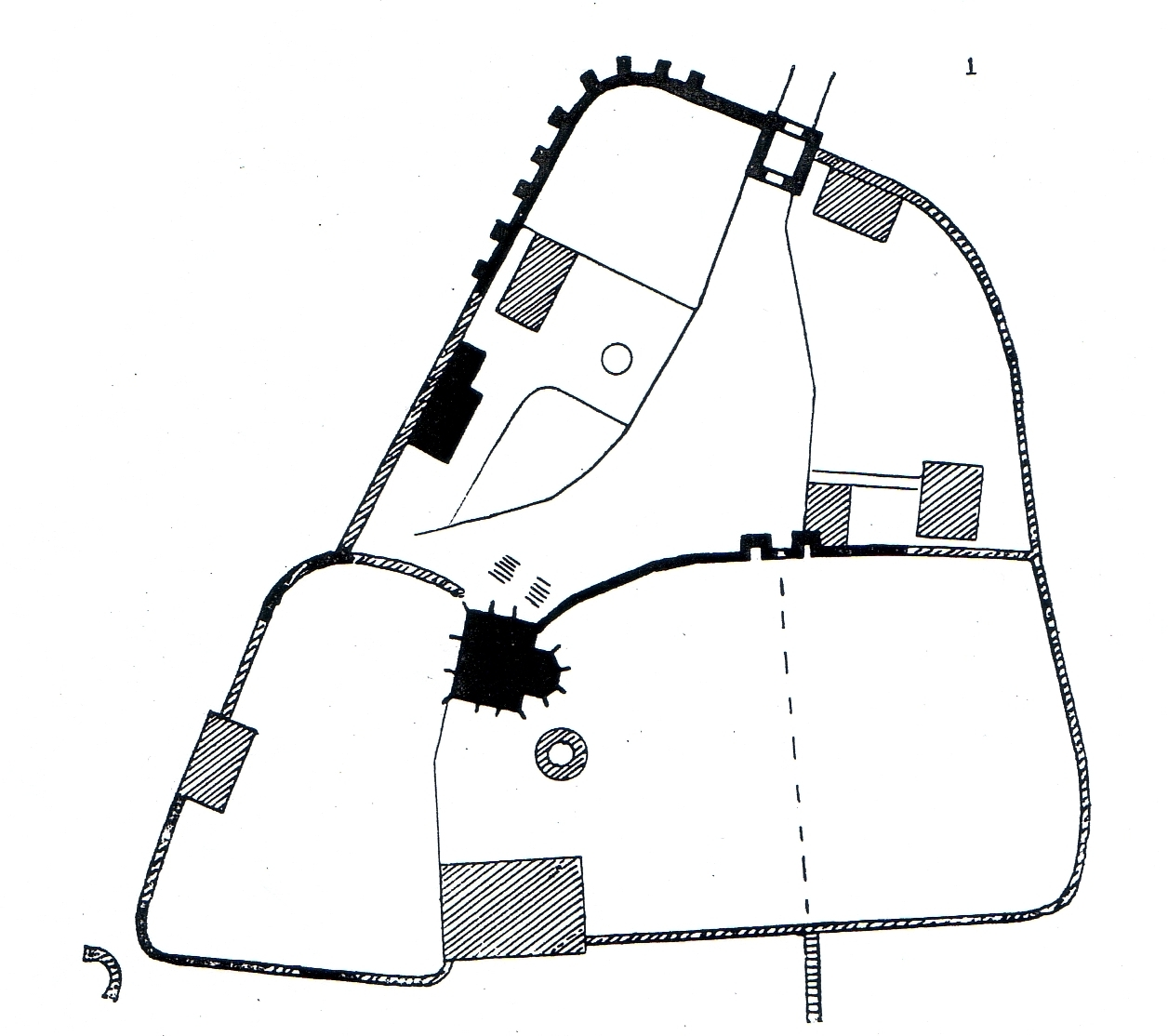
Grundriss der Burg 1897 mit der zentral gelegenen Kreuzkirche

Die Burg Stromberg in Westfalen ist an strategisch günstiger Stelle auf einem Hügel der Beckumer Berge errichtet worden. Sie ist damit die einzige Höhenburg im Münsterland, nachdem Schloss Cappenberg in ein Kloster umgewandelt wurde.
Erste urkundliche Erwähnung der Burggrafen von Stromberg im Jahre 1177, obschon man davon ausgehen muss, dass die Burg Stromberg schon länger bestand. Vermutlich geht sie auf die Zeit Karls des Großen zurück, der in Liesborn ein Kloster gründete.
Die Sicht reicht im Osten bis weit ins Paderborner Land und den südlichen Teutoburger Wald sowie das Eggegebirge, im Süden reicht der Blick über den Haarstrang bis zu den Bergen des Sauerlandes. Durch diese Lage war die Burg Stromberg ideal geeignet, um die Grenzen des Bistums Münster nach Osten zu verteidigen.
Gegen Angreifer bildeten nach Süden und Westen steil abfallende Hänge einen natürlichen Schutz, der durch dicke Mauern verstärkt ist. Nach Osten und Norden wurde die Burg durch eine doppelte Mauer mit dazwischen liegenden Gräben geschützt.
Die Ausdehnung der Burg, mit einem fast dreieckigen Grundriss, betrug ca.
- im Süden 230 m
- im Westen 285 m
- im Norden 50 m
- im Osten 180 m

und bildeten eine Gesamtfläche von ca. 30.000 m². Die Umfassungsmauer war somit ca. 745 m lang.
Der höchste Punkt der Burg liegt an der Kreuzkirche und ist 154,59 m/NN, während die restliche Burganlage eine Höhe von ca. 151,15 m/NN hat.
Die Burg wurde von der heutigen Münsterstraße kommend über einen dem Paulusturm vorgelagerten Turm betreten. Der Paulusturm selbst wurde noch einmal durch eine Zugbrücke geschützt.
So gelangte man durch diese Toranlage auf den ersten der drei Burghöfe, den Burgmannenhof. Dort fällt als erstes der Blick auf die im 12. Jahrhundert erbaute Kreuzkirche.

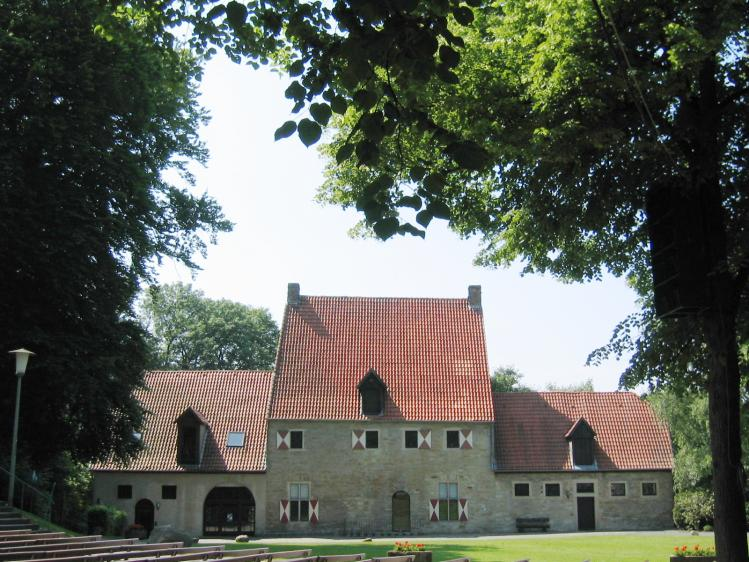
Mallinckrodthaus

Durch einen zweiten Torbogen, bewacht durch zwei Schildhäuser, gelangte man auf den Burghof im südlichen Teil der Burganlage. Der dritte, kleinere Hof nahm die westliche Seite im südlichen Teil der Burg ein und wurde wohl als Amtsplatz bezeichnet.
Mehrere Brunnen versorgten die Burgbewohner mit Wasser.
Einer davon befindet sich zwischen dem Paulusturm und der Kreuzkirche. Er ist ca. 30 m tief. Zum Vergleich: Der Paulusturm ist ca. 30 m hoch.
Auf den einzelnen Höfen befanden sich die Wohnhäuser der Burgmannen und des Burggrafen.
Das Mallinckrodthaus, auf der linken Seite des Burgmannenhofes gelegen, gibt heute noch einen Eindruck davon, wie die Häuser seinerzeit ausgesehen haben.

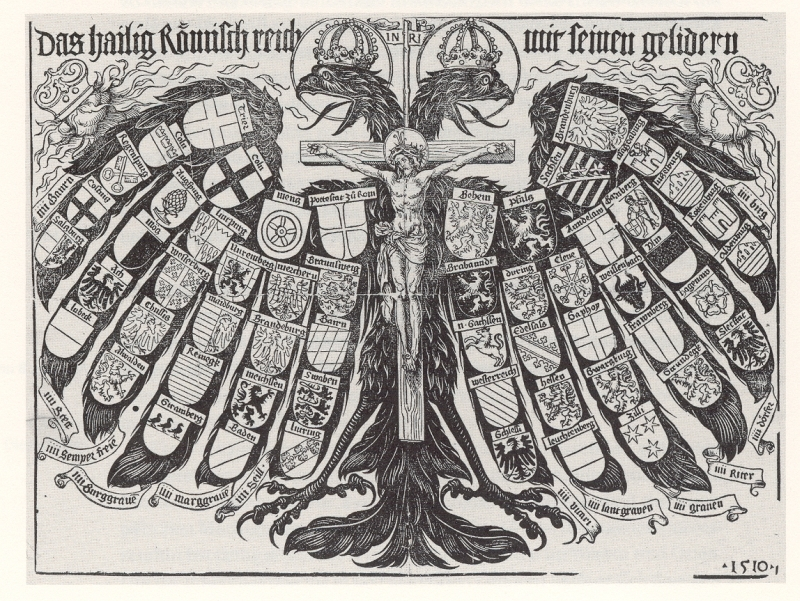
Quaternionenadler

Das Wohnhaus des Burggrafen, der sogenannte Palas, befand sich an der südlichen Burgmauer. Entlang der Burgmauern befanden sich mehrere Wachttürme.

## Darstellung des Wappens im Quaternionenadler
Zusammen mit den Wappen der Burggrafen von Magdeburg, Nürnberg und Rieneck, nicht Rheineck (siehe Burggrafschaft Rheineck) wird das Wappen des Stromberger Burggrafen (drei Raben) im Quaternionenadler dargestellt.
Dort im linken Flügel in der vierten Feder von links, ganz unten.